# Parafia św. Anny w Niegosławicach
Parafia pw. św. Anny w Niegosławicach – rzymskokatolicka parafia we wsi Niegosławice, należąca do dekanatu Szprotawa diecezji zielonogórsko-gorzowskiej, metropolii szczecińsko-kamieńskiej w Polsce, erygowana w 1376 roku.

## Kościół parafialny
- kościół pw. św. Anny w Niegosławicach

## Kościoły filialne
- Kościół pw. św. Jakuba w Przecławiu
- Kościół pw. Ducha Świętego w Starej Jabłonie
- Kościół pw. Najświętszego Serca Pana Jezusa w Suchej Dolnej
- Kaplica domowa na plebanii w Niegosławicach